# (8232) Akiramizuno
(8232) Akiramizuno (1997 UW3) – planetoida z pasa głównego asteroid okrążająca Słońce w ciągu 3,75 lat w średniej odległości 2,41 au. Odkryta 26 października 1997 roku.